# Neophoneus flavotibius
Neophoneus flavotibius är en tvåvingeart som först beskrevs av Jacques-Marie-Frangile Bigot 1878.  Neophoneus flavotibius ingår i släktet Neophoneus och familjen rovflugor.
Artens utbredningsområde är Haiti. Inga underarter finns listade i Catalogue of Life.